# Luis Fernando Sandoval
Luis Fernando Sandoval Oyola (Soledad, Atlántico, 1 de junio de 1999) es un futbolista colombiano. Juega como delantero y actualmente se encuentra en el Independiente Medellín de la Primera División de Colombia.

## Trayectoria

### Barranquilla Fútbol Club
Luis Fernando Sandoval se formó y debutó con el club Barranquilla FC en el año 2017 en el cual se mantuvo varias temporadas, en este club disputó 64 partidos y marcó 16 goles en las temporadas que ha estado.

### Atlético Junior
Es Promovido al club Atlético Junior, en este club también se mantuvo por varias temporadas, disputó 36 partidos y marcó 6 goles, logrando un título: la Superliga de Colombia 2020, frente al América de Cali.

### Fortaleza CEIF
En 2021 tuvo un breve paso por el club Fortaleza CEIF de la ciudad de Bogotá, en dónde disputó 17 partidos y marcó 7 goles.

### Águilas Doradas
En 2022 tuvo un breve paso también por el club antioqueño Águilas Doradas, en el cual disputó 9 partidos pero sin marcar goles.

### Atlético Junior
En su última temporada en el Atlético Junior, la cual fue en el torneo apertura del 2023, su rendimiento fue aceptable, marcando 3 goles en el transcurso del torneo, entre ellos, uno al Deportivo Cali, enfrentamiento que finalizó 3-2 a favor de los azucareros, el 27 de abril. Algunos días después, en mayo del mismo año, quedó como Agente Libre debido a que su contrato con el Atlético Junior fue rescindido por indisciplina.

### Deportivo Cali
A inicios del mes de julio, tras casi dos meses buscando un club en el que jugar, por fin lo consiguió, pues se especuló sobre su llegada al Deportivo Cali por la filtración de imágenes en redes sociales de su presencia en la sede deportiva de dicho club, pero tal especulación resultó siendo cierta, pues su fichaje con ese club llegó a buen puerto, haciéndose oficial su firma de contrato con el club verdiblanco el domingo 9 de julio del 2023. Como consecuencia de esto, el entrenador Jorge Luis Pinto presentó su renuncia al elenco azucarero, tal y como anunció previamente que haría si el 'Chino' llegaba al elenco verdiblanco, llegando algunos días más tarde, el atlanticense Jaime de la Pava a reemplazar al santandereano en su cargo, quién no dudó en darle su respaldo a Luis 'El Chino' Sandoval, respaldo que este talentoso futbolista costeño inmediatamente empezó a retribuirle marcando goles.
Finalmente sus acciones le darían la razón al entrenador Pinto, Pues en enero de 2024 cuando el Deportivo Cali buscaba su renovación, Sandoval y su "empresario" evadían al equipo con excusas. Finalmente se descubrió que el jugador ya había firmado un precontrato con Independiente Medellín por lo que el Deportivo Cali optó por no usarlo más, esperando a que se terminara su vinculación en Junio.

### Real Cartagena
El 1ro de marzo de 2024 rescinde su contrato con el Deportivo Cali y ese mismo día se hizo oficial su llegada al Real Cartagena de la Segunda División, firmando hasta el 30 de junio.

A principios de junio del 2024 fue despedido por actos de indisciplina 

## Selección nacional
En enero de 2019 es convocado por la selección de Colombia sub-20 para disputar el Campeonato Sudamericano Sub-20 en Chile.

### Participaciones en juveniles
| Torneo                        | Categoría | Sede         | Resultado  | Partidos | Goles |
| ----------------------------- | --------- | ------------ | ---------- | -------- | ----- |
| Suramericanos 2018            | Sub-20    | Cochabamba   | Bronce     | 5        | 2     |
| Centroamericanos 2018         | Sub-21    | Barranquilla | Oro        | 5        | 2     |
| Sudamericano Sub-20 de 2019   | Sub-20    | Ecuador      | Fase final | 5        | 0     |
| Preolímpico Sudamericano 2020 | Sub-23    | Colombia     | Fase final | 5        | 0     |

### Participaciones en Copas del Mundo
| Mundial                     | Sede    | Resultado        | Partidos | Goles |
| --------------------------- | ------- | ---------------- | -------- | ----- |
| Copa Mundial Sub-20 de 2019 | Polonia | Cuartos de final | 4        | 1     |

### Estadísticas Selección
| Selección      | Año            | Amistosos | Amistosos | Copa América* | Copa América* | Copa Mundial | Copa Mundial | Eliminatorias | Eliminatorias | Total | Total |
| Selección      | Año            | Part.     | Goles     | Part.         | Goles         | Part.        | Goles        | Part.         | Goles         | Part. | Goles |
| -------------- | -------------- | --------- | --------- | ------------- | ------------- | ------------ | ------------ | ------------- | ------------- | ----- | ----- |
| Sub-20         |                |           |           |               |               |              |              |               |               |       |       |
| 2018           | 2              | 0         | 5         | 2             | --            | --           | --           | --            | 7             | 2     |       |
| 2019           | 3              | 2         | --        | --            | 4             | 1            | 5            | 0             | 12            | 3     |       |
| Total          | 5              | 2         | 5         | 2             | 4             | 1            | 5            | 0             | 19            | 5     |       |
| Sub-21         |                |           |           |               |               |              |              |               |               |       |       |
| 2018           | --             | --        | 5         | 2             | --            | --           | --           | --            | 5             | 2     |       |
| Total          | --             | --        | 5         | 2             | --            | --           | --           | --            | 5             | 2     |       |
| Sub-23         |                |           |           |               |               |              |              |               |               |       |       |
| 2019           | 4              | 2         | --        | --            | --            | --           | --           | --            | 4             | 2     |       |
| 2020           | 1              | 0         | --        | --            | --            | --           | 5            | 0             | 6             | 0     |       |
| Total          | 5              | 2         | --        | --            | --            | --           | 5            | 0             | 10            | 2     |       |
| Total Colombia | Total Colombia | 10        | 4         | 10            | 4             | 4            | 1            | 10            | 0             | 34    | 9     |

## Estadísticas
| Club                              | Div                 | Temporada           | Liga  | Liga  | Copa Nacional | Copa Nacional | Copa Internacional | Copa Internacional | Total | Total |
| Club                              | Div                 | Temporada           | Part. | Goles | Part.         | Goles         | Part.              | Goles              | Part. | Goles |
| --------------------------------- | ------------------- | ------------------- | ----- | ----- | ------------- | ------------- | ------------------ | ------------------ | ----- | ----- |
| Barranquilla F.C. · Colombia      | 2.ª                 | 2017                | 27    | 3     | 5             | 0             | -                  | -                  | 32    | 3     |
| Barranquilla F.C. · Colombia      | 2.ª                 | 2018                | 6     | 5     | -             | -             | -                  | -                  | 6     | 5     |
| Barranquilla F.C. · Colombia      | 2.ª                 | 2019                | 7     | 3     | -             | -             | -                  | -                  | 7     | 3     |
| Barranquilla F.C. · Colombia      | 2.ª                 | 2022                | 19    | 5     | -             | -             | -                  | -                  | 19    | 5     |
| Barranquilla F.C. · Colombia      | Total               | Total               | 59    | 16    | 5             | 0             | 0                  | 0                  | 64    | 16    |
| Junior · Colombia                 | 1.ª                 | 2018                | 2     | 0     | -             | -             | -                  | -                  | 2     | 0     |
| Junior · Colombia                 | 1.ª                 | 2019                | 12    | 3     | 1             | 0             | -                  | -                  | 13    | 3     |
| Junior · Colombia                 | 1.ª                 | 2020                | 2     | 0     | 1             | 0             | 1                  | 0                  | 4     | 0     |
| Junior · Colombia                 | 1.ª                 | 2021                | 4     | 0     | -             | -             | -                  | -                  | 4     | 0     |
| Junior · Colombia                 | 1.ª                 | 2023                | 12    | 3     | -             | -             | 1                  | 0                  | 13    | 3     |
| Junior · Colombia                 | Total               | Total               | 32    | 6     | 2             | 0             | 2                  | 0                  | 36    | 6     |
| Fortaleza CEIF · Colombia         | 2.ª                 | 2021                | 17    | 7     | -             | -             | -                  | -                  | 17    | 7     |
| Fortaleza CEIF · Colombia         | Total               | Total               | 17    | 7     | 0             | 0             | 0                  | 0                  | 17    | 7     |
| Águilas Doradas · Colombia        | 1.ª                 | 2022                | 7     | 0     | 2             | 0             | -                  | -                  | 9     | 0     |
| Águilas Doradas · Colombia        | Total               | Total               | 7     | 0     | 2             | 0             | 0                  | 0                  | 9     | 0     |
| Deportivo Cali · Colombia         | 1.ª                 | 2023                | 21    | 9     | 2             | 1             | -                  | -                  | 23    | 10    |
| Deportivo Cali · Colombia         | 1.ª                 | 2024                | 6     | 3     | -             | -             | -                  | -                  | 6     | 3     |
| Deportivo Cali · Colombia         | Total               | Total               | 27    | 12    | 2             | 1             | 0                  | 0                  | 29    | 13    |
| Real Cartagena · Colombia         | 2.ª                 | 2024                | 9     | 1     | 2             | 0             | -                  | -                  | 11    | 1     |
| Real Cartagena · Colombia         | Total               | Total               | 9     | 1     | 2             | 0             | 0                  | 0                  | 11    | 1     |
| Independiente Medellín · Colombia | 1.ª                 | 2024                | 15    | 2     | 6             | 2             | 4                  | 0                  | 25    | 4     |
| Independiente Medellín · Colombia | 1.ª                 | 2025                | 28    | 4     | -             | -             | -                  | -                  | 28    | 4     |
| Independiente Medellín · Colombia | Total               | Total               | 43    | 6     | 6             | 2             | 4                  | 0                  | 53    | 8     |
| Total en su carrera               | Total en su carrera | Total en su carrera | 194   | 48    | 19            | 3             | 6                  | 0                  | 219   | 51    |

## Palmarés

### Títulos nacionales
| Título                | Equipo                 | País     | Año  |
| --------------------- | ---------------------- | -------- | ---- |
| Superliga de Colombia | Junior de Barranquilla | Colombia | 2020 |

### Títulos internacionales
| Título              | Equipo                    | Sede         | Año  |
| ------------------- | ------------------------- | ------------ | ---- |
| en Suramericanos    | Selección Colombia Sub-20 | Cochabamba   | 2018 |
| en Centroamericanos | Selección Colombia Sub-21 | Barranquilla | 2018 |